# 高层建筑物

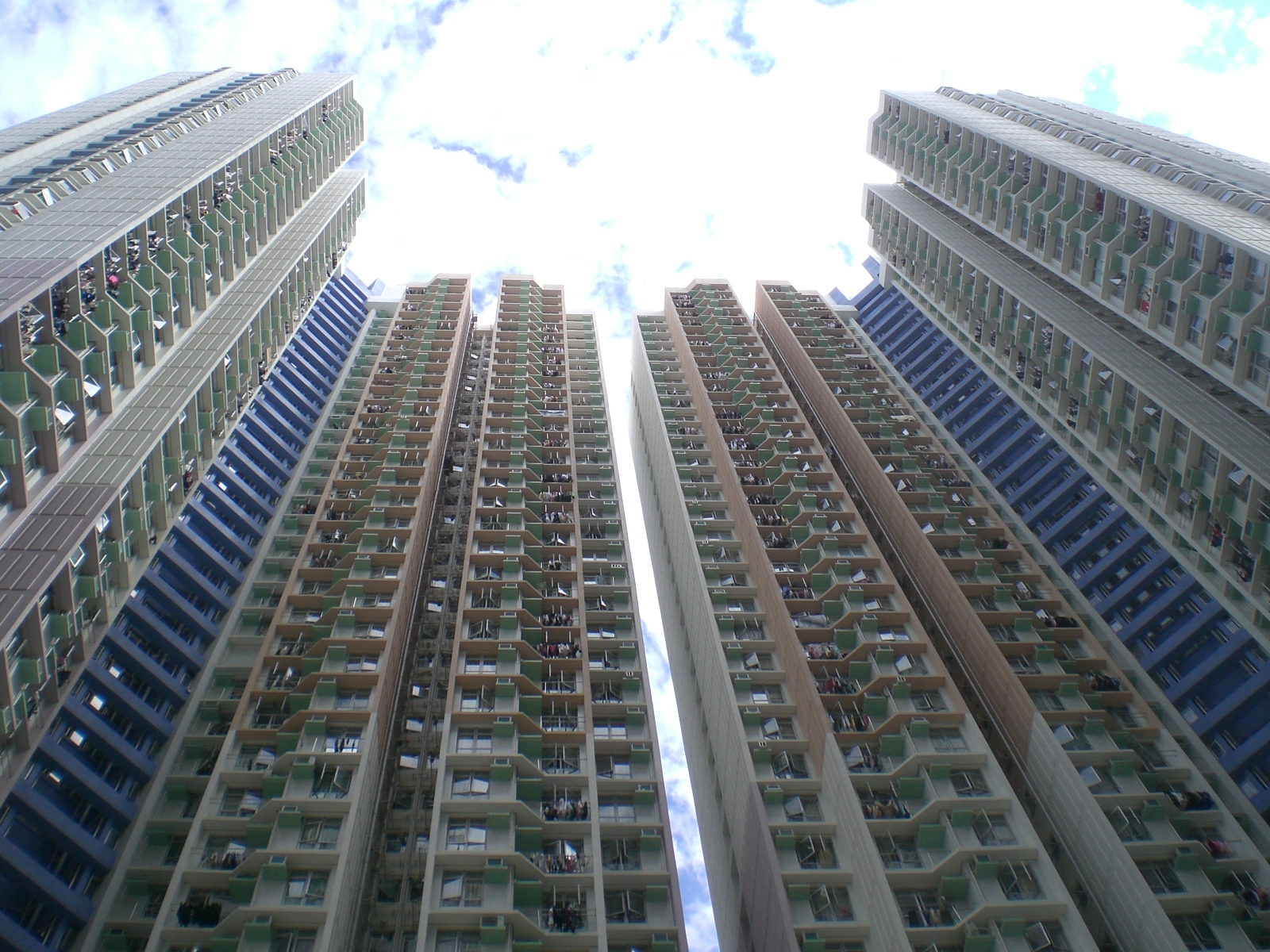
高廈建築是人口密集地區的平常事

高层建筑物，或称高层建筑，常见称呼为大厦、大樓，是建筑物依高度划分的分类之一，指具有较多层数、高度较高的建筑，具体划分标准不同国家、地区各不相同。超高层建筑又被称为摩天大楼。

## 高层建筑物标准
联合国经济事务部在1974年国际高层建筑会议将高层建筑按高度分为四类：
- 9～16层（最高为50米）
- 17～25层（最高到75米）
- 26～40层（最高到100米）
- 40层以上（建筑总高100米以上，即超高层建筑）

日本建筑大辞典将5～6层至14～50层的建筑定为高层建筑，50层以上超高层建筑。
中国《民用建筑设计通则》（JG37—87）将住宅建筑依层数划分为：1～3层为低层；4～6层为多层；7～9层为中高层；10层及以上为高层建筑。公共建筑及综合性建筑总高度超过24米为高层，但是高度超过24米的单层建筑不算高层建筑。超过100米的民用建筑为超高层。

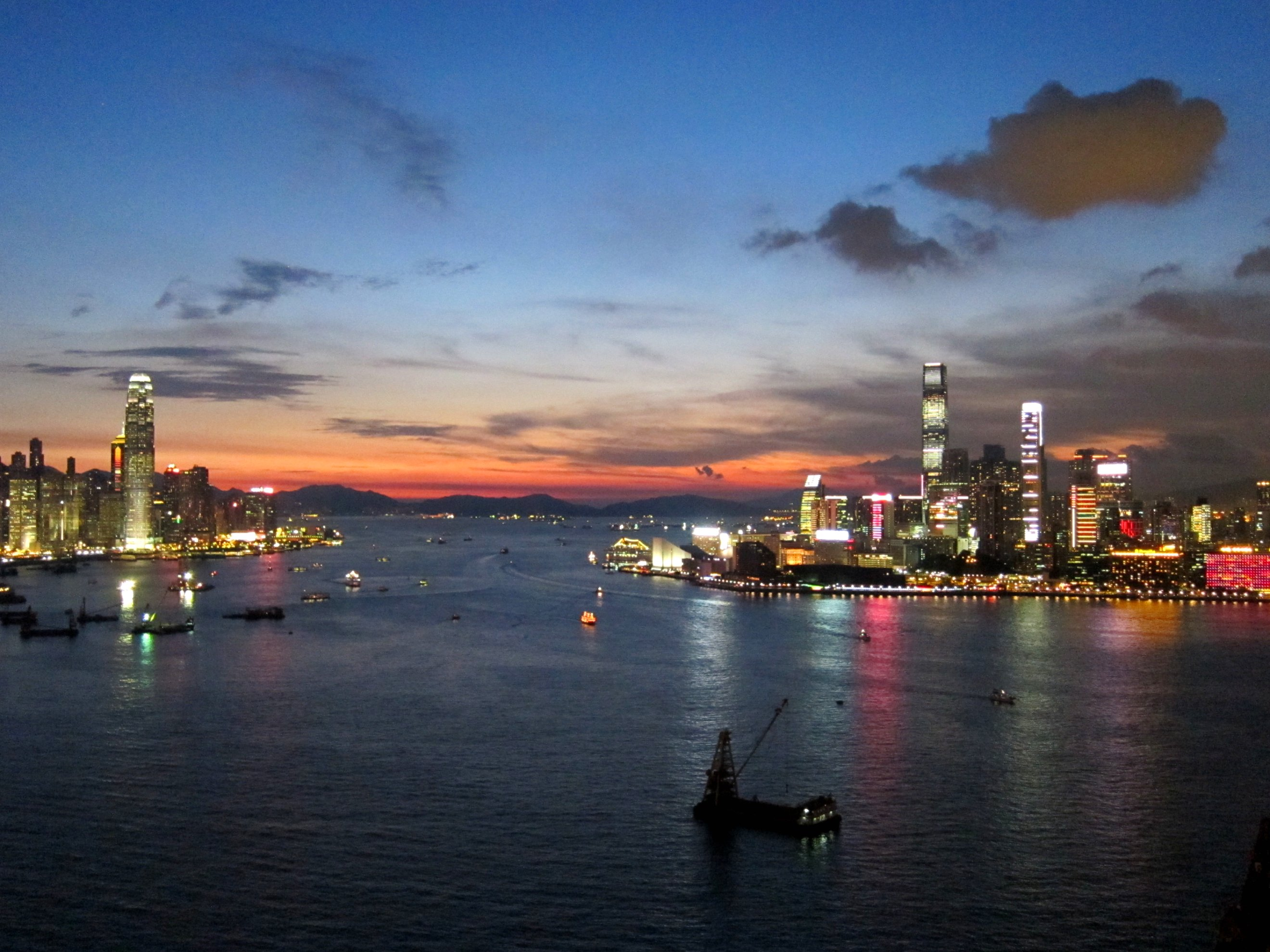
環球貿易廣場與對岸的國際金融中心二期組成巍峨「維港門廊」，構成獨特海港景觀

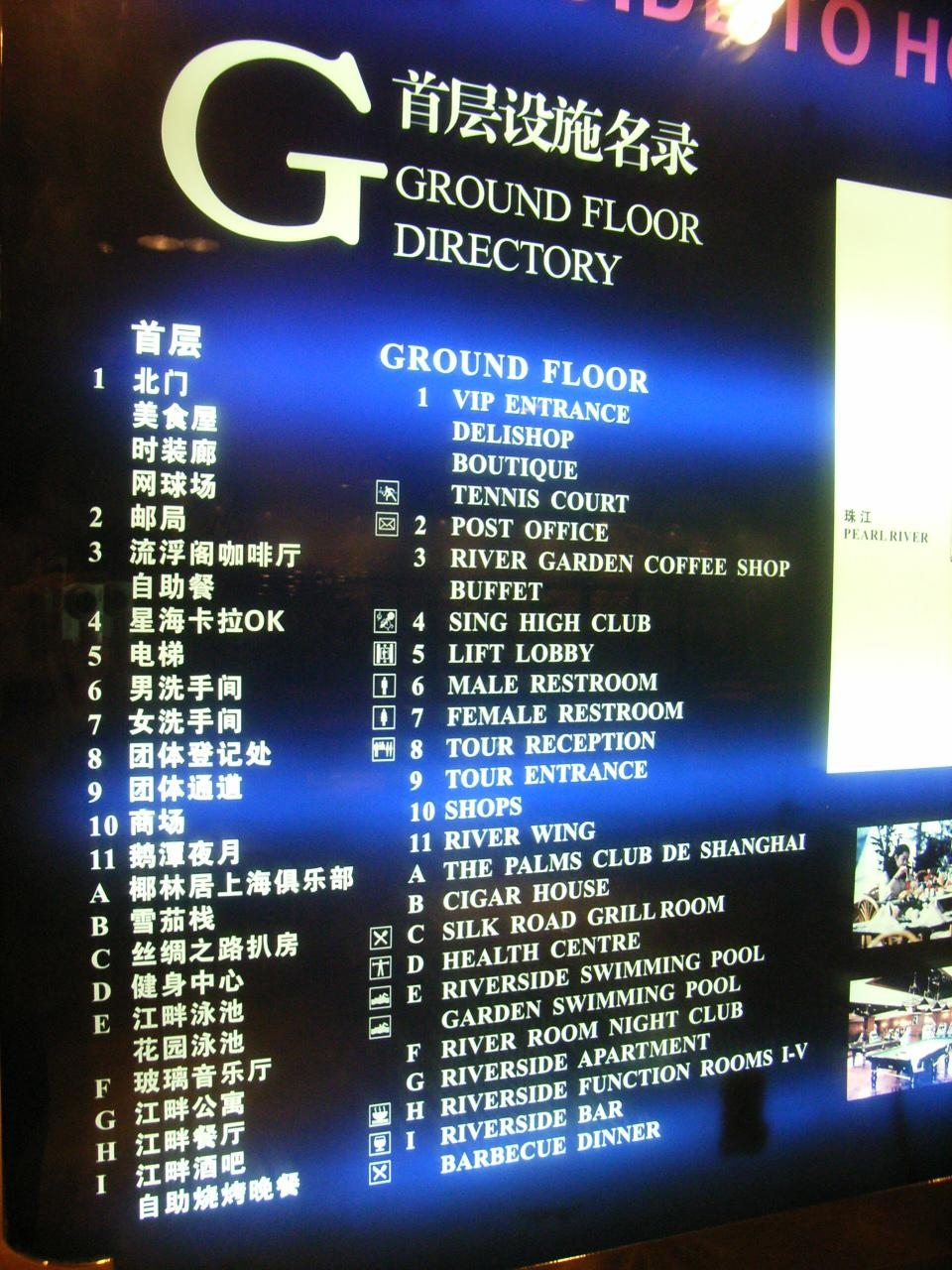
廣州一棟高樓的樓層介紹

## 特点
高层建筑由于其特殊性，具有迥异于普通建筑的特点。

### 结构
高层建筑是现代科学技术的产物，传统的木、砖、石材料以及结构基本上很难满足要求，除非不计成本不惜代价。高层建筑一般以钢材和钢筋混凝土为建造材料，通常采用框架结构、剪力墙结构、筒体结构甚至采用筒中筒结构形式，以確保建筑的整体结构强度。

### 垂直交通
垂直交通是高层建筑的一大特点，由于高层建筑的单层面积不大，但层数很多，因此垂直交通量很大，一般采用电梯为主要载客工具，超高层建筑还会对电梯分组，有类似轨道交通调度系统的电脑进行安排调度。

### 消防
消防是高层建筑的一大难题，当建筑高度超过50米时普通的消防车已经无能为力，所以高层建筑的消防要本着自防自救的原则，每层都要设置火警自動警報設備和自动撒水設備，每隔若干楼层还要设置避难层和消防水箱，超高层建筑的屋顶要设直升機停機坪。

## 超高层排行榜
世界最高的高层建筑是位于迪拜的哈里发塔，169层，高828米。其后依次为上海中心大廈，128层，632米；麥加皇家鐘塔飯店，120层，601米。